# Albany College of Pharmacy and Health Sciences
Albany College of Pharmacy and Health Sciences (ACPHS) ou parfois en français le collège d'Albany de pharmacie et des sciences de la santé est une université privée indépendante. Le collège a deux campus un à Albany, New York et un autre à Colchester, Vermont.
Le Collège d'Albany de Pharmacie et des sciences de la Santé (ACPHS) offre un large éventail de programme de premier cycle (undergraduate) et du second cycle (graduate programs), parmi lesquels :  
- Doctorat en Pharmacie (Pharm.D.)
- Baccalauréat en sciences d'étude pharmaceutiques
- Baccalauréat en sciences de la santé et sciences sociales
- Baccalauréat en sciences des technologies biomédicales
- Mastère en sciences en pharmaceutique.
- Mastère en sciences en recherches en service et soins de santé ("Health outcomes").
- Mastère en sciences en gestion de la Pharmacie
- Mastère en sciences en Biotechnologie
- Mastère en sciences en Technologie cellulaire et cytologie.
- Mastère en sciences en Biotechnologie et Cytotechnologie

Le collège offre également l’occasion aux étudiants de poursuivre des degrés combinés dans des champs d’études divers, la loi ou les affaires auxiliaire de médecin par des accords coopératifs avec des écoles de secteur.  En septembre 2009, l'université d'Albany de pharmacie et des sciences de la santé a ouvert un campus satellite à Colchester, VT (près de Burlington).  Ce campus accueillera approximativement 280 étudiants dans le programme doctorat en pharmacie (Pharm D) à partir de septembre 2011. ACPHS inclut deux instituts de recherche. L'institut de recherche pharmaceutique (PRI-IRP) est un service de recherche et développement consacré à un modèle à trois fourchons[Quoi ?] de développement des affaires concentré sur la recherche, les services pharmaceutiques et l'éducation. Le PRI inclut le centre pour NanoPharmaceutiques, un service de pointe qui joue un rôle principal dans le développement des technologies qui permettront l’acheminement des médicaments à certaines cellule spécifiques dans le corps. L'institut de recherche pour les résultats de santé (RIHO) étudie les sciences économiques des soins de santé. Grâce aux contributions des groupes interdisciplinaires de corps enseignant, d'étudiants et d'autres collaborateurs, recherches de RIHO pour répondre à des questions comme :
- Quels sont les coûts des nouvelles interventions médicales spécifiques et comment peuvent-elles affecter  les patients et les autres contribuables du système des soins de santé, soit les compagnies d'assurance, les organismes de soin contrôlé et le gouvernement ?
- Les dépenses de soins de santé sont-elles rentables, autrement dit leurs résultats sont-ils satisfaisants en fonction des sommes investies ?
- Quelles interventions médicales sont meilleures pour les patients et quelles sont celles qui offrent les meilleurs résultats en ce qui concerne les soins de santé ?